# Calle de María de Pablos Cerezo
La calle de María de Pablos Cerezo es una vía pública de la ciudad española de Segovia.

## Descripción
La vía discurre desde la calle de San Antón hasta la de Blanca Silos, con cruce a medio camino con la del Convento y la del Caño Grande. A comienzos del siglo XX, se conocía como «calle del Barrihuelo», título que se cambió luego por el de «calle del Sargento Provisional». Desde 2016, honra a María de Pablos Cerezo (1904-1990), pianista y compositora natural de la ciudad. La calle aparece descrita en Las calles de Segovia (1918) de Mariano Sáez y Romero con las siguientes palabras:

Barrihuelo.—Desde la calle de San Antón va a la de Santa Isabel. Es calle de las afueras sin casa ni recuerdo interesante, y así llamada, por formar aquellos sitios en otros tiempos como un barrio separado de los demás, barrio pequeño, barrihuelo, como dió la gente en llamarle y así ha sido rotulado.
(Sáez y Romero, 1918, p. 17)